# ГЕС Холтвуд
ГЕС Холтвуд — гідроелектростанція у штаті Пенсільванія (Сполучені Штати Америки). Знаходячись між ГЕС Сейф-Харбор (вище по течії) та ГЕС Коновінго, входить до складу каскаду на ріці Саскуеханна, яка дренує східний бік Аппалачів та впадає до Чесапікської затоки.
У межах проекту річку перекрили бетонною гравітаційною греблею висотою 17 метрів та довжиною 729 метрів, яка утримує витягнуте по долині Саскуеханни на 13 км водосховище Алдред з площею поверхні 10,5 км2.
У 1910—1914 роках на станції запустили вісім турбін типу Френсіс потужністю по 10,4 МВт, до яких в 1924-му додали ще дві з показником по 12 МВт. А у 2010-х спорудили новий машинний зал з двома турбінами типу Каплан потужністю по 62,5 МВт (при цьому довелось здійснити вибірку ґрунту в об'ємі 1 млн м3 та використати 54 тис. м3 бетону). На станції також використовуються дві допоміжні турбіни типу Френсіс потужністю по 1,2 МВт.